# Ferrocarril Económico Correntino

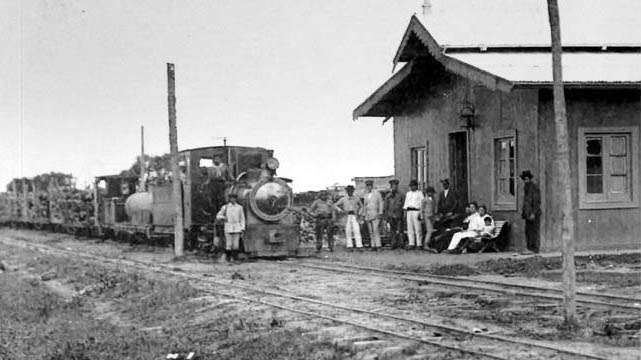
Estación no identificada con un tren de carga detenido en ella (1914)

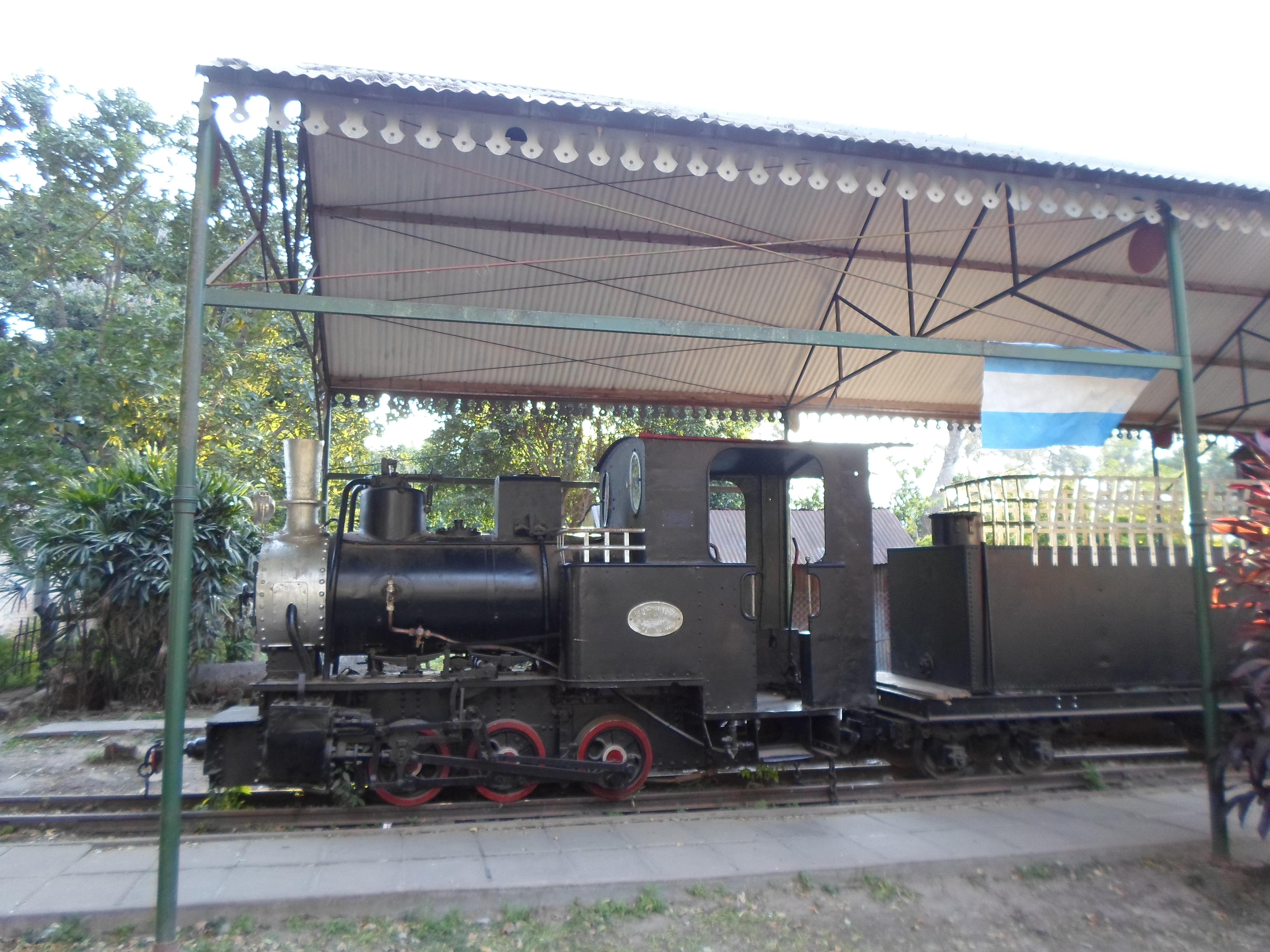
Locomotora expuesta en Santa Ana de los Guácaras, 2013

Ferrocarril Económico Correntino es el nombre con que se conoce a las líneas ferroviarias que existieron hasta 1969 en la provincia de Corrientes, Argentina, y que utilizaron una trocha angosta de 600 mm con el sistema conocido como Decauville. 
La primera línea, el Ferrocarril Primer Correntino, operó entre 1892 y 1904, cuando parte de sus vías fueron levantadas y otra parte continuó operando como un ferrocarril industrial del Ingenio Primer Correntino. La segunda línea, el Ferrocarril Correntino operó desde 1908 siendo renombrada en 1912 Compañía General de Ferrocarriles Económicos de la Provincia de Corrientes. Incorporó parte de la línea anterior y en 1927 fue adquirido por el Gobierno provincial de Corrientes y renombrado como Ferrocarril Provincial de Corrientes, aunque el nombre Ferrocarril Correntino mantuvo su vigencia.
En 1951 el ferrocarril fue nacionalizado e incorporado al Ferrocarril General Urquiza, que utiliza una trocha media. Luego de que cesara sus operaciones el 1 de noviembre de 1969, comenzó el desmantelamiento de las vías férreas, incluso el ramal industrial que todavía operaba entre el ingenio Primer Correntino y San Cosme. La red ferroviaria se extendió por los departamentos: Capital, San Luis del Palmar, San Cosme, Mburucuyá y General Paz. 
El ferrocarril utilizaba leña como combustible de sus locomotoras a vapor, desarrollando una velocidad media de 7 km/h y una máxima de 20, por lo que el viaje de 178 km entre las estaciones Corrientes y Mburucuyá demoraba casi 26 horas. Por esta razón, en forma coloquial los trenes de este ferrocarril fueron también conocidos como el expreso de la siesta.

## Antecedentes
El 12 de diciembre de 1885 fue sancionada por la Cámara de Representantes de la Provincia de Corrientes una ley que autorizaba al gobernador Manuel Derqui a contratar con Eugenio Menvielle y Cía. la construcción y operación de una línea de tranvías tirados por caballos (ferrocarril de sangre o tranvía), que partiendo del puerto de Corrientes transportara cargas y pasajeros por las calles principales de la ciudad de Corrientes, y pasando por el matadero público debía luego finalizar en los pueblos de San Luis del Palmar y de San Cosme. La ley fijaba 8 meses de plazo desde la firma del contrato para presentar los planos de la obra y otros 15 meses para librarla al servicio público.
El 6 de octubre de 1886 se sancionó una nueva ley que derogó a la anterior y autorizó la contratación de la obra aprobando los planos y presupuestos presentados. Otra ley que fue sancionada el 2 de diciembre de 1886 autorizó a extender la línea de tranvías hasta el pueblo de Itatí y un ramal a Riachuelo.
El 5 de febrero de 1887 se firmó la escritura del contrato de concesión, que establecía la construcción de una línea de tranvías en la capital y sus suburbios y una vía férrea a San Luis del Palmar y San Cosme y otra sección de San Cosme a Itatí. 

Art. 2º. La línea partirá del Puerto de esta ciudad, recorriendo las calles principales de ella hasta el Matadero público, horno de ladrillos, cementerio, tablada, etc. según traza de los planos aprobados, terminando por una parte en el pueblo de San Luis y por otra en Itatí, tocando por Santa Ana y San Cosme. El servicio urbano se hará en tranvía o ferrocarril motor animal, sobre cuyos rieles andarán, en caso necesario, las locomotoras.

La obra comenzó el 24 de julio de 1887 siguiendo el antiguo camino Real de Lomas (o de Este, luego llamado avenida Centenario y actualmente avenida Raúl Alfonsín) pero una severa crisis económica y política paralizó los trabajos un par de años, la empresa quebró y la concesión fue caducada.

## Ferrocarril Primer Correntino
El empresario italiano Francisco Bolla adquirió en 1890 el ingenio azucarero Primer Correntino, cuya crisis económica había provocado la paralización del proyecto de tranvías a caballo. Bolla logró que la Legislatura provincial sancionara una ley el 17 de diciembre de 1890 (promulgada al día siguiente) transfiriéndole la concesión, pero no ya para una línea de tranvías a caballos, sino que para la construcción y operación de una línea férrea a vapor con el propósito de abaratar los costos de traslado de cargas (principalmente azúcar de caña), empleados del ingenio y otros pasajeros, entre el ingenio azucarero y la ciudad de Corrientes. Le interesaba además extender la línea hacia San Luis del Palmar porque en esa zona existen bosques que proporcionarían la leña para las máquinas de vapor. 

Art. 1° Acuérdase al Sr. Francisco Bolla la concesión que solicita para establecer una línea férrea, bajo las bases y condiciones siguientes:
 1° La línea á construirse será de trocha angosta de 60 centímetros, y de tracción á vapor, debiendo ser los materiales que para dicha vía se emplean de primera calidad.
 2° La línea se dividirá en dos ramales, arrancando el primero del Primer Ingenio Correntino hasta Villa de San Luis, y el segundo del mismo Ingenio hasta esta Capital.
 3° Los terrenos de propiedad particular que la Empresa solicitare para la vía como para las estaciones serán expropiados por cuenta de la misma, previa declaratoria de utilidad pública; de acuerdo con la Ley de la materia. Se concederá á la misma gratuitamente los terrenos fiscales que hubieren en el trayecto de la vía, y los que perteneciendo á la Municipalidad fuesen necesarios ó indicados, por su ubicación especial, para estaciones.
 4° La línea quedará exonerada de todo impuesto fiscal por el término de 30 años desde la inauguración de las líneas.
 5° Autorízase á la Comisión Municipal de San Luis del Palmar para contribuir con una tercera parte del valor total, á la construcción de un puente que hará la Empresa sobre el Riachuelo previa aprobación de los planos por el P. E. Dicha contribución la hará la Comisión Municipal, regulándose la extensión de éstas por su valor estimativo, hasta la concurrencia de la suma proporcional indicada.
 6° El servicio de la línea férrea tanto para pasajeros como para mercaderías, se hará trisemanalmente, por lo menos, y la tarifa será fijada por el P. E. (...)
Ley de concesión

La ley concedía a la empresa gratuitamente los terrenos de propiedad provincial o municipal por los que pasare la vía férrea y ponía por cuenta de la empresa las expropiaciones que se realizaran. El ferrocarril quedaba exento de todo impuesto por 30 años y debía tener una frecuencia mínima de tres viajes por semana, siendo las tarifas fijadas por el Poder Ejecutivo provincial.
Para la construcción del ferrocarril la ley fijaba los siguientes requisitos:

7° Los estudios definitivos del primer ramal de la línea á construirse serán presentados al P. E. para su aprobación dentro de los 3 meses de promulgada la presente Ley; los del segundo 9 meses después.
 8° La Empresa deberá terminar las obras libradas al servicio público: la 1a. sección, 12 meses después de aprobados los estudios definitivos y la 2a. 18 meses después.
 9° La falta de cumplimiento á la cláusula precedente importará la caducidad de la concesión.
 Art. 2° El Gobierno dispondrá gratuitamente de dos pasajes de primera clase de ida y vuelta en cada viaje. (...)

El proyecto de obras fue diseñado por el ingeniero Juan Coll, quien había diseñado la Casa de Gobierno provincial. El primer tramo construido fue entre el ingenio Primer Correntino y San Luis del Palmar, declarado librado al servicio por decreto de 23 de septiembre de 1892, pero las obras del segundo tramo fueron suspendidas por decreto de 17 de julio de 1896 al constatar el Gobierno que la empresa había extendido ilegalmente la vía férrea desde San Luis del Palmar hasta el arroyo Riachuelito y estaba construyendo el tramo desde el ingenio hacia la ciudad de Corrientes por un camino público sin autorización. Además de eso, no había iniciado el servicio público en el primer tramo. El 14 de septiembre de 1896 el Gobierno correntino emitió otro decreto autorizando la prosecución de las obras y poniendo un plazo de 6 meses para finalizarlas, librando a la vez al servicio el tramo desde el ingenio a San Luis del Palmar.
El 24 de agosto de 1898 un decreto autorizó a librar al servicio el tramo Corrientes-San Luis del Palmar, declarando el Gobierno provincial finalizadas las obras de su construcción y fue puesto en funcionamiento efectivo el 12 de septiembre de 1898. Se autorizó a parar en cualquier punto del trayecto a pedido de los pasajeros.
A la línea principal de este ferrocarril se unían 8 desvíos particulares que totalizaban 26 km de vías: hacia el Puerto Italia en la ciudad de Corrientes; desde el lugar cercano al ingenio llamado Ballesteros hasta el Puerto de Santa Ana; ramal a San Cosme; desde San Luis del Palmar al centro agrícola de Ramón Sánchez Negrete; desde San Luis del Palmar al arroyo Riachuelito; a Tikino-Cué cerca de San Luis del Palmar; y otros 2 desvíos desde Santa Ana de los Guácaras hacia el norte y hacia el sur.
Las empresas de Bolla entraron en crisis y el 14 de septiembre de 1896 cedió la concesión a su hermano Camilo, pasando en 1902 a propiedad de los herederos de su principal acreedor, Ernesto Amadey. En 1902 el ferrocarril estaba paralizado y contaba con 3 locomotoras, una de ellas de marca Tubize fabricada en Bélgica (de 12 ton de peso) y las otras dos de la marca alemana Krauss (de entre 5 y 6 ton). Recibieron los nombres de Roque (de 25 hp), Carlitos (de 10 hp) y Panchito (de 75 hp). Las 3 llegaron por barco al Puerto de Santa Ana en el río Paraná (entre la ciudad de Corrientes y Paso de la Patria) y desde allí fueron llevadas por tierra al ingenio azucarero. Los rieles usados eran tipo Vignolles, de 10 kg por metro lineal y se contaba con dos puentes: sobre el Riachuelo de 50 m y sobre el arroyo Pelón, de 20 m. Los durmientes eran de quebracho colorado de 1.30 m por 0.20 m por 0.10 m. Tenía 3 coches de pasajeros, 120 vagones plataforma para leña, 100 vagones cajones para caña de azúcar y 30 vagones volquetes. La línea tenía un puente sobre el arroyo Riachuelo y otro sobre el arroyo Pelón. Luego el ferrocarril quebró y dejó de operar en 1904 y una ley provincial el 19 de septiembre de 1904 declaró caduca a la concesión y dispuso el levantamiento de las vías, lo que se cumplió parcialmente, entre ellas las del ramal al Puerto de Santa Ana y a la ciudad de Corrientes. 

## Ferrocarril Correntino
El 25 de septiembre de 1908 fue promulgada una nueva ley (sancionada dos días antes) de concesión ferroviaria por 99 años (modificada por ley de 11 de septiembre de 1909) a favor del empresario naviero Carlos Dodero, quien previamente obtuvo la concesión del servicio urbano del tranvías eléctricos de la ciudad de Corrientes. Se obligaba a extender la línea al menos 50 km al año, y al finalizar la concesión de explotación comercial el ferrocarril debía pasar a propiedad de la provincia. Dodero fue autorizado a adquirir el remanente de las vías existentes y otros elementos del Ferrocarril Primer Correntino, que tenía el mismo recorrido, creando el Ferrocarril Correntino (FCC).

Acuérdase Al Sr. C.M. Dodero la concesión para construir y explotar un sistema de ferrocarril que parta de esta Capital pase por Santa Ana, Ingenio Primer Correntino, San Luis y termine en Caá Cati (Gral. Paz).

A fin de construir los ramales la compañía fue autorizada el 23 de junio de 1909 y el 23 de julio de 1910 a obtener dos empréstitos con respaldo en oro por 2 y 3 millones de pesos respectivamente con diversos bancos, entre ellos con Erlanger & Co. de Londres. En 1909 comenzaron los trabajos para ampliar el ramal hasta Nuestra Señora del Rosario de Caá Catí, en donde se construyó la estación General Paz. Este ramal fue abierto el 2 de julio de 1911 luego de la adquisición del material rodante y de propiedades. El ramal del Ferrocarril Primer Correntino desde el ingenio Primer Correntino hasta la estación Corrientes había sido levantando, por lo que se construyó uno nuevo por otra traza y la nueva estación Corrientes fue inaugurada en 1910 en 3 manzanas ubicadas frente a la plaza Libertad, habiendo estado la anterior en las inmediaciones de la plaza Cabral con extensión de vías hasta la plaza Juan de Vera. En 1910 fue inaugurado el ramal desde el ingenio (estación J. R. Vidal) a San Cosme.
Desde Lomas de Vallejos se construyó un ramal secundario de 178 km hasta Mburucuyá, inaugurado en 1911, totalizando la línea 208 km de vías. Estuvo a cargo de la construcción el ingeniero italiano Mauro Herlitzka, a la vez director del Banco Francés del Río de la Plata. Una ley de 27 de agosto de 1913 autorizó a extender el ramal que se estaba construyendo hasta Mburucuyá hasta el puerto de Bella Vista pasando por Saladas y a prolongar el ramal existente de San Cosme hasta Itatí, pero no se llevó a cabo.
En 1910 el material rodante era de 3 locomotoras y 32 coches y vagones, existiendo 25 estaciones. Entre el material rodante adquirido por Dodero se hallaba una locomotora diésel Orenstein & Koppel de origen alemán, que desde 1993 opera en el Tren del Fin del Mundo en Ushuaia con su trocha modificada a 0.500 m. Otras locomotoras similares de este ferrocarril están expuestas en las estaciones Concordia Central y Paraná y en el Museo Nacional Ferroviario Raúl Scalabrini Ortiz de Retiro, Ciudad de Buenos Aires.
La compañía de Dodero no puso hacer frente a sus hipotecas, por lo que en 1912, luego de la autorización del Gobierno provincial, Dodero cedió la mitad de las acciones del Ferrocarril Correntino a sus acreedores, principalmente el Banco Francés, creando la Compañía General de Ferrocarriles Económicos de la Provincia de Corrientes S.A.. Al aumentar el déficit, en 1926 el Banco Francés asumió la dirección del ferrocarril designando al frente a su empleado J. O. Durruty.
En 1925 tenía 8 locomotoras Orenstein & Koppel a vapor (4 de 85 hp y 4 ejes, 1 de 85 hp y 3 ejes y 3 de 50 hp y 3 ejes), 11 coches de pasajeros (5 de 1.ª clase para 32 pasajeros y 6 de 2.ª para 36 pasajeros), 80 vagones cerrados y 150 vagones chatas (todos de 8 toneladas de capacidad de carga) y empleaba un máximo de 120 personas. En 1924 transportó 24 880 pasajeros y 20 955 toneladas de carga.

## Ferrocarril Provincial de Corrientes y nacionalización
Como derivación de la crisis monetaria mundial, la compañía ferroviaria debió hipotecar parte del trazado y luego de un juicio el Gobierno provincial decretó el embargo preventivo de sus bienes, acordando en 1926 la transferencia de la administración del ferrocarril a la provincia de Corrientes. La empresa pasó a manos del Gobierno provincial de Corrientes en 1927, constituyéndose el Ferrocarril Provincial de Corrientes. En la década de 1940 el Gobierno provincial ofreció vender el ferrocarril al Gobierno nacional, que aconsejó pasar a trocha media el tramo desde Lomas de Vallejos a Mburucuyá y vincularlo con el Ferrocarril Nordeste Argentino. Luego de eso se dispuso cerrar el ramal secundario a San Cosme, reabriéndolo solo en época de zafra de caña de azúcar.
El 1 de marzo de 1949 fue creado el Ferrocarril Nacional General Urquiza luego de la nacionalización de los ferrocarriles el año anterior por presidente Juan Domingo Perón. El Ministerio de Transporte de la Nación y el Gobierno de Corrientes firmaron un convenio para la transferencia gratuita al primero de todos los bienes y activos del Ferrocarril Correntino, por lo que el 11 de mayo de 1951 los 209 km del Ferrocarril Provincial de Corrientes fueron transferidos al Estado Nacional por resolución n.º 842/51 del Ministerio de Transportes de la Nación. El convenio fue aprobado por el Gobierno de Corrientes mediante decreto n.º 996/51 de 28 de abril de 1951 y por la Legislatura de Corrientes por ley n.º 1949 de 29 de septiembre de 1951, por lo que fue aprobado por decreto nacional n.º 11593/52 de 26 de noviembre de 1952, quedando integrado en el Ferrocarril Nacional General Urquiza.
En 1966 la línea contaba con 8 locomotoras y con vagones construidos en Corrientes. En Santa Ana de los Guácaras existe un museo ferroviario en donde se exponen elementos de este ferrocarril y en 2009 se iniciaron estudios para reactivar para uso turístico el tramo entre Santa Ana de los Guácaras y el ingenio Primer Correntino.
El ferrocarril fue desafectado el 1 de noviembre de 1969 ante el progresivo deterioro provocado por las inundaciones de las vías y la falta de mantenimiento adecuado. El último tren corrió hasta la estación Corrientes entre el 29 y el 30 de octubre de 1969. Entre 1970 y 1971 se vendió el material rodante. Cuando se realizó el desmantelamiento de las vías, se desmantelaron también las pertenecientes a la Sociedad Anónima Río Paraná Azucarera (S.A.R.P.A.), en Ingenio Primer Correntino, lo que dio lugar a un largo pleito.

## Ramales y estaciones
Antes de cerrarse en 1969 la línea comenzaba en la estación Corrientes (km 0), ubicada frente a la plaza Libertad. Ocupaba un predio de 3 manzanas dentro del cual se hallaban talleres, almacenes y depósito de locomotoras. El ramal salía de la ciudad de Corrientes hacia el este por la actual avenida Centenario. En Ingenio Primer Correntino estaba la estación Juan Ramón Vidal y se desprendía un ramal industrial privado de 13 km hasta San Cosme, que pertenecía al ingenio Primer Correntino (entonces llamado SARPA), y otro ramal industrial de 750 m hasta el ingenio azucarero. Desde la estación Juan Ramón Vidal el ramal continuaba hasta la estación Lomas de Vallejos (km 124.0) en donde se bifurcaban los ramales hacia Caá Catí y hacia Mburucuyá. En la estación Lomas de Vallejos se realizaban tareas de mantenimiento de las formaciones y había un tanque de agua (todavía existente) para el reabastecimiento de las locomotoras a vapor. El ramal a Caá Catí tenía 31 km y finalizaba en la estación General Paz (km 153.0) de Caá Catí. El ramal a Mburucuyá tenía 55 km de largo, finalizando en un triángulo de inversión en la estación Mburucuyá (km 178.0), teniendo en el apeadero Ex-Manantiales (km 162.4) un desvío para cargas que finalizaba en unos galpones en los que los vagones eran dejados para cargar frutas mientras el tren seguía hasta Mburucuyá, siendo el único punto de la línea que tenía galpones de almacenamiento de cargas. En la zona de Manantiales fue construido un desvío para una explotación taninera cercana al río San Lorenzo.
En la ciudad de Corrientes había un ramal que se extendía 6 cuadras hacia el oeste de la estación Central por calle San Martín hasta calle Santa Fe, con un desvío en calle España para entrar al aserradero de Laudino Álvarez y otro desvío en calle Jujuy hasta las vías del Ferrocarril Nordeste Argentino. Desde las Inmediaciones de la estación Central partía otro ramal hasta el Puerto Italia sobre el río Paraná.
Dentro del Ferrocarril General Urquiza, el ramal Corrientes-Mburucuyá se denominaba ramal U-18 y el de Lomas de Vallejos a General Paz era el ramal U-19.